# Krystian Łuczak
Pour les articles homonymes, voir Łuczak.
Krystian Walery Łuczak, né le 20 novembre 1949 à Inowrocław, est un homme politique polonais.
Membre de l'Alliance de la gauche démocratique (SLD), il représente la circonscription de Toruń de 2001 à 2007.